# جولیو پارادیزی
جولیو پارادیزی (ایتالیایی: Giulio Paradisi؛ زادهٔ ۲۱ مارس ۱۹۳۴) یک بازیگر، کارگردان فیلم، فیلم‌نامه‌نویس و تدوین‌گر اهل ایتالیا است.
از فیلم‌هایی که وی در آن نقش داشته‌است، می‌توان به هشت‌ونیم، زندگی شیرین، حیف که او بدذات است، ۱۸۷۰، مهمان، شب غیرعادی و متروک اشاره کرد.